# Andrew Lambert
Andrew Lambert (ur. 1956) – brytyjski historyk i pisarz specjalizujący się w historii marynarki, profesor King’s College London, członek Royal Historical Society.

## Wybrane publikacje książkowe
- Seapower States[3]
- Admirals[4]
- The Challenge[5]
- Nelson[6]